# Theodor Berger
Theodor Berger (Traismauer, (Baixa Àustria), 18 de maig de 1905 - Viena, 21 d'agost de 1992) fou un compositor austríac.
Theodor Berger provenia d'una família modesta i, per tant, va tenir poques oportunitats d'aprendre sobre la música. Durant la seva formació com a professor, va conèixer als 17 anys de la seva veritable vocació com a compositor. Gràcies al suport d'algunes famílies benestants, va poder estudiar a l'Acadèmia de Música de Viena de 1926 a 1932 amb Franz Schmidt, però més endavant es va descriure com una "autodidacta" perquè ell va elaborar el seu llenguatge musical en gran manera independentment.
El 1932 va anar a Berlín. Va ser reconegut per Wilhelm Furtwängler com un jove talent i va estar promogut a la seva pàtria i a l'estranger per espectacles i recomanacions. El 1939 va tornar a Viena. Fins a la seva mort, va viure, a part d'algunes visites esteses a Alemanya i als Estats Units, com a compositor independent. No obstant això, es va fer amic d'altres compositors com Miklós Rózsa, Marcel Rubin, Joseph Marx, Samuel Barber i Werner Egk.
Malgrat els seus múltiples premis amb medalles, premis i títols, la seva carrera no va funcionar amb fluïdesa fins al 1965. Promovent els seus treballs als poderosos avorrits. La seva independència davant de totes les "escoles" l'ha situat al límit de l'escena musical. Aquest aïllament s'ha vist reforçat en les últimes dècades de vida per la seva tendència creixent cap a la neurastenia, la qual cosa fa que sigui gairebé impossible comunicar-se amb la "multitud".
Berger va viure fora del corrent principal de la música contemporània. El seu llenguatge musical innegablement personal està ple de matisos, colors, sovint polytonales, oscil·lant entre consonància i dissonància i estilísticament fortament vinculat amb la música impressionista. Els elements importants van ser també el seu sentit de la naturalesa i la seva investigació tècnica. A més, una certa influència d'Igor Stravinsky i Béla Bartók és inconfusible. El seu professor Franz Schmidt va comentar: "Aquestes no són males referències a les quals gires".
Amb una lleugeresa musical, Theodor Berger va donar lloc a una experiència d'orquestració mestres de la natura. Es dedica principalment a la música orquestral, encara que al principi la seva música de cambra ja funciona reflecteix el seu estil inimitable. Molts famosos directors com Wilhelm Furtwängler, Erich Kleiber, Wolfgang Sawallisch, Karl Böhm, Herbert von Karajan, Rafael Kubelik, Bernard Haitink, Josef Krips, Zubin Mehta, Dimitri Mitropoulos, Antal Dorati, Sergiu Celibidache i uns altres han dirigit les seves obres, especialment l'últim citat.

## Obres

### Llista parcial
- Streichquartett op. 2 im alten Stil in eE (1932)
- Rondino Giocoso, op. 4, per a orquestra de corda (1933)
- Malinconia, op. 5, per a orquestra de corda (1933)
- Impressió, op. 8, Sechs Kleine Tonbilder, per a orquestra (1938/46)
- Rhapsodisches Duo, op. 9, per a violí, violoncel i orquestra (1939)
- Crònica simfònica, op. 10, per a orquestra (1940/53)
- Legende vom Prinzen Eugen, op. 11, per a orquestra (1941)
- Homerische Symphonie, per a orquestra (1948)
- música per a la pel·lícula "An Klingenden Ufern", amb Curd Jürgens (1948)
- Concert manual, Orchesterstück für Handgespielte Instrumente (1951)
- The Parola, per a orquestra (1954)
- Rondo Ostinato, després d'un tema espanyol, per a orquestra de bronze i percussió (1955)
- Sinfonia Parabolica, per a orquestra (1956)
- Symphonischer Triglyph, "Drei Fenster", Metamorfosis per a orquestra sobre temes de Franz Schubert (1957)
- Simfonia "Jahreszeiten", per a orquestra (1957)
- Frauenstimmen, per 3 veus femenines i orquestra (1959)
- Konzert per a violí i orquestra (1964)
- Hidromelos, per orquestra (1965)
- Divertimento, per a cor d'homes amb 6 veus, llautó i percussió (1970)
- Malinconia 2, per 48 cadenes (1979)
- Fonofolium, per a orquestra (1986)

## Premis
- 1949 - Premi Vienna City Music[3]
- 1951 - Staatspreis für Musik[4]
- 1959 - Großer Österreichischer Staatspreis[5]